# Ramón Sobrino Buhigas
Ramón Sobrino Buhigas (Pontevedra, 1888 - Valladolid, 6 de junio de 1946) fue un naturalista y arqueólogo español. Fue hermano del pintor Carlos Sobrino Buhigas y padre del arqueólogo Ramón Sobrino Lorenzo-Ruza.

## Trayectoria
Hijo del médico Luis Sobrino Rivas. Estudió Ciencias Naturales en la Universidad de Madrid, doctorándose en 1911. Entre ese año y 1913 fue profesor de la Universidad de Santiago de Compostela y de la Escuela de Artes y Oficios. Fue catedrático de Historia Natural en Lérida, Palma de Mallorca y Pontevedra, donde dirigió el instituto hasta 1921. Después estudió Odontología en Madrid. En 1931 regresó a Santiago de Compostela, donde ejerció como odontólogo y como profesor de instituto y de la Universidad.
Fue miembro de la Real Academia Gallega, del Instituto de Estudios Gallegos y jefe de la Estación Meteorológica de Pontevedra. Representó la Real Sociedad Española de Historia Natural en el VII Congreso Internacional de Pesca.

## Obra
- Estudio sobre los cistolitos[1] (1911).
- Contribución a la gea[2] de Galicia (1916).
- Balaenoptera borealis[3] (1917).
- La purga de mar o hematotalasia. Mem. Soc. Española Hist. Nat., 10, pp. 407-458 (1918).[4][5]
- Réplica a las observaciones del Sr. de Buen[6] (1918).
- Insculturas[7] galaicas prerromanas (1919).
- La dinamita en la pesca[8] (1923).
- Petroglifos o insculturas rupestres de Pontevedra (1931).
- Corpus Petroglyphorum Gallaeciae (1935).
- Sobre los orígenes y fundación de Pontevedra.[9]
- La descendencia de Colón en Pontevedra.